# Thomas Aquinas Lephonse
Tomás de Aquino Lephonse (Pillaithope, Kanyakumari, Tamil Nadu,6 de março de 1953) é Bispo de Coimbatore.
Tomás de Aquino Lephonse foi ordenado sacerdote em 22 de maio de 1980 na diocese de Vellore. Em 1992 ele recebeu seu doutorado com o apoio do instituto de missiologia Missio e.V. Foi Vigário Geral do Bispado de Vellore.
Em 2002, o Papa João Paulo II o nomeou Bispo da Diocese de Coimbatore. Seu predecessor, Ambrose Mathalaimuthu, consagrou-o bispo em 10 de julho do mesmo ano; Os co-consagradores foram o Arcebispo de Madras, James Masilamony Arul Das e o Bispo de Vellore, Malayappan Chinnappa SDB.